# Kim Young-ha
Dans ce nom coréen, le nom de famille, Kim, précède le nom personnel.
Pour les articles homonymes, voir Kim.
Kim Yeong-ha est un écrivain sud-coréen né le 11 novembre 1968 dans le district de Goryeong dans la province de Gyeongsang du Nord.

## Biographie
Fils de militaire, il a connu une enfance itinérante. Enfant, à la suite d'une intoxication au gaz, il perdit tout souvenir antérieur à l'âge de 10 ans. Il a poursuivi ses études à l'université Yonsei avec pour spécialité l'administration financière .
C'est après son service militaire, en 1995, qu'il se consacre à sa carrière d'écrivain avec son premier récit : Une méditation à travers le miroir (Geo-ure daehan myeongsang). Il anime en parallèle une émission littéraire sur la radio sud-coréenne. L'année suivante, il compose La mort à demi-mot (Naneun nareul pagoehal gwolliga itda) qui lui vaut le prix du Nouvel Écrivain attribué par le Munhakdongne. Auteur prolifique, Kim Young-ha a depuis publié deux recueils de nouvelles, Récepteur d'appel (Hochul, 1997), Qu'est devenu l'homme coincé dans l'ascenseur ? (Elebe-iteo-e kkin geu namjaneun eotteoke doe-eonna, 1999), une nouvelle intitulée Pourquoi Arang (Arang-eun we 2001) etc. jusqu'à sa dernière nouvelle Souvenirs d'un assassin (Sarinja-ui gi-eokbeop, 2013).
Ses œuvres sont publiées en plusieurs langues et il s'est vu décerner le Prix Dong-in pour son roman historique Fleur noire (Geomeun kkot).

## Œuvre
Kim Yeong-ha est souvent considéré comme un auteur urbain, figure de proue d'une nouvelle génération d'écrivains ayant grandi dans une société modernisée loin du joug des dictatures.
Mettant en scène un protagoniste ayant pour fonction l'assistance au suicide, La mort à demi-mot est un roman pionnier dans cette nouvelle littérature coréenne. Son ouvrage Qu'est devenu l'homme coincé dans l'ascenseur ? englobe des sujets comme les jeux d'ordinateurs, les arts plastiques, les films culte, les prises d'otages, l'homosexualité et d'autres sujets jusque-là peu traités dans la littérature coréenne mais qui sont devenus réalité dans la Corée actuelle. Kim Yeong-ha utilise des procédés originaux pour dépeindre les rouages du libéralisme et des diverses cultures urbaines. Il évoque ainsi l'aliénation, l'impossibilité de communiquer, l'extrême narcissisme et ses limites. Sa seconde nouvelle, Pourquoi Arang?, est centrée sur la légende d'Arang.: assassinée par sa nourrice, Arang devient un fantôme revenant dans le but de se venger et de hanter les sous-préfets qui se succèdent à Miryang ; l'apparition du fantôme provoque la mort des sous-préfets effrayés par cette présence, jusqu'au jour où un sous-préfet décide de lui faire face et de l'éliminer. Cette légende recoupe l'histoire de deux protagonistes d'aujourd'hui dans le récit, le coiffeur Yeong-ju et l'écrivain Park; le narrateur endosse le rôle de conteur de légende tout en dénouant une intrigue plus moderne entre ces deux personnages. Ce procédé narratif révèle la volonté de l'auteur de transcender les codes de lecture aujourd'hui.

## Prix littéraires
- 1996 : Prix du Nouvel Écrivain de Munhakdongne pour La mort à demi-mot
- 1999 : Prix de littérature contemporaine (Hyundae Munhak)
- 2004 : Prix Yi San pour Le retour du frère
- 2004 : Prix Hwang Sun-won pour 보물선 Le bateau trésor[4]
- 2004 : Prix Dong-in pour Fleur noire[3]
- 2007 : Prix Manhae pour Votre république vous appelle
- 2012 : Prix Yi Sang pour Épi de maïs et moi
- 2013 : Prix littéraire A - section  « Intelligent »[5]